# Nowy Strachocin
Nowy Strachocin – wieś sołecka w Polsce położona w województwie mazowieckim, w powiecie makowskim, w gminie Szelków. 
Według administracji kościelnej miejscowość przynależy do parafii Szelków.
W latach 1975–1998 miejscowość administracyjnie należała do województwa ostrołęckiego.